# نیشیئو تادانائو
نیشیئو تادانائو (به ژاپنی: 西尾 忠尚 Nishio Tadanao)؛ ۱۶۸۹ – ۲۵ آوریل ۱۷۶۰) سامورایی، واکادوشیوری، جیشا بوگیو و روجو در دوره ادو اهل ژاپن بود.